# جراد البحر الشائك
جراد البحر الشائك (الاسم العلمي: Palinurus)، جنس من جراد البحر ينتمي إلى فصيلة كركند شائك. تم اكتشاف أحفورة عمرها 110 مليون عام، وصُنفت كعضو في جنس Palinurus، أُكتشفت في مقلع في إسبينال في ولاية تشياباس في المكسيك في عام 1995 وتمت تسميتها P. palaciosi.

## الأنواع
قائمة الأنواع الموجودة (الحيَة):
- جراد البحر الشائك باربرا Groeneveld, Griffiths & van Dalsen, 2006[5]
- Palinurus charlestoni Forest & Postel, 1964 – جراد البحر الشائك الرأس الأخضر
- Palinurus delagoae Barnard, 1926 – جراد البحر الشائك ناتال
- Palinurus elephas (Fabricius, 1787) – جراد البحر الشائك الشائع
- Palinurus gilchristi Stebbing, 1900 – جراد البحر الشائك الجنوبي
- Palinurus mauritanicus Gruvel, 1911 – جراد البحر الشائك الوردي